# Gernot Zippe
Gernot Zippe (* 13. November 1917 in Warnsdorf, Österreich-Ungarn; † 7. Mai 2008) war ein österreichischer Physiker und Erfinder einer Gaszentrifuge.

## Leben
Gernot Zippe war Sohn von Anton Konrad Zippe. Er studierte Physik an der Universität Wien, wo er kurz vor Kriegsbeginn promoviert wurde. Er arbeitete dann als Radiumforscher. Seit seinem Studium war er Mitglied im Wiener Akademischen Turnverein.
Im Zweiten Weltkrieg war er Fluglehrer und Wissenschaftler bei der deutschen Luftwaffe.
1945 geriet er in sowjetische Kriegsgefangenschaft und wurde mit anderen deutschen Forschern zur Mitarbeit an der Urananreicherung gezwungen. Wie Max Steenbeck und sowjetische Wissenschaftler (wie I. K. Kikoin, E. M. Kamenev) arbeitete er an der Gaszentrifuge zur Urananreicherung (Isotopentrennung von Uran-235 und Uran-238). Zippes Forschergruppe arbeitete zunächst in einem Institut in Sochumi am Schwarzen Meer, ab 1952 dann in Leningrad. Dort wurde ein Anreicherungsgrad von 15 Prozent angestrebt. Im Sommer 1953 präsentiert er seine Gaszentrifuge. Nachdem die Forschergruppe einen Anreicherungsgrad von 30 Prozent erreicht hatte, durften sie in ihre Heimatländer zurückkehren. 
Zippe kehrte 1957 nach Österreich zurück. Als er 1957 in Amsterdam eine Konferenz zur Zentrifugen-Forschung besuchte, stellte er fest, dass die Forschung im Westen weit zurücklag. Mit seinem Mitarbeiter Rudolf Scheffel ließ er die „Zippe-Zentrifuge“ patentieren. Unter den sowjetischen Wissenschaftlern, die darin wesentlich beteiligt waren, löste dies Bitterkeit aus, obwohl sich in der Sowjetunion niemand offiziell äußerte.
1958–1960 war er an der University of Virginia, stellte seine Erfindung vor und arbeitete mit Jesse W. Beams.
Er kehrte nach Deutschland zurück und arbeitete bei Degussa, wo er die Effizienz seiner Zentrifuge verbesserte. Später beriet er die Bundesgesellschaft für Kernverfahrenstechnik in Jülich, die Gesellschaft Urenco (vormals Uranit) und auch das Unternehmen MAN, das im Auftrag der Urenco am Projekt zum Bau von Gas-Ultrazentrifugen (GUZ) arbeitete, das 1970 zwischen Deutschland, Großbritannien und Holland vereinbart worden war.
1977 erhielt er den Alfried-Krupp-von-Bohlen-und-Halbach-Preis für seine Energie-Forschung, 1990 in Österreich die Wilhelm-Exner-Medaille. Er war Mitglied des International Organizing Committee für GSR Workshops  und International Workshops on Separation Phenomena in Liquids and Gases (SPLG). 

## Veröffentlichungen
- The development of short bowl ultracentrifuges: Final report on contract AT-(40-1)-2400, submitted to Physics Branch, Division of Research, U.S. Atomic Energy Commission, June 15, 1960. Research Laboratories for the Engineering Sciences, University of Virginia, Charlottesville (Virginia) 1960.
- (mit Peter Weidner) Die Berechnung der kritischen Drehzahlen von mehrgliedrigen Rotoren schnellaufender Maschinen. Zentralstelle für Atomkernenergie-Dokumentation, Frankfurt am Main 1968.
- Rasende Ofenrohre in stürmischen Zeiten: Ein Erfinderschicksal aus der Geschichte der Uranisotopentrennung im heissen und im kalten Krieg des 20. Jahrhunderts. Ekkehard Kubasta, Wien 2008, ISBN 978-3-200-01372-8 (Autobiographie).